# Lesnelater
Lesnelater is een geslacht van kevers uit de familie  
kniptorren (Elateridae).
Het geslacht is voor het eerst wetenschappelijk beschreven in 1935 door Fleutiaux.

## Soorten
Het geslacht omvat de volgende soorten:
- Lesnelater dubius (Schwarz)
- Lesnelater madagascariensis (Lesne, 1897)
- Lesnelater monardi Fleutiaux, 1935
- Lesnelater singularis (Fleutiaux, 1919)
- Lesnelater unicus (Fleutiaux, 1919)
- Lesnelater vicinus Fleutiaux, 1935